# Ławeczka Józefa Szwejka w Sanoku
Ławeczka Józefa Szwejka w Sanoku – pomnik w Sanoku przy ulicy 3 Maja, stanowiący obecnie fragment szlaku turystycznego Śladami dobrego wojaka Szwejka. Upamiętnia postać Józefa Szwejka z powieści Jaroslava Haška pt. Przygody dobrego wojaka Szwejka. W Sanoku rozgrywały się epizody akcji powieści.

## Żołnierze c.k. armii w Sanoku
Bezpośrednio przed wybuchem I wojny światowej stacjonowało w garnizonie sanockim 1200 żołnierzy, podczas gdy sam Sanok liczył w tym czasie tylko 12 tys. mieszkańców. 26 września 1914 garnizon sanocki został ewakuowany pod naporem ofensywy rosyjskiej. 5 października 1914 wojska rosyjskie podczas kontrofensywy zostały odrzucone na Glinice, gdzie po jednodniowej bitwie ustąpiły na jakiś czas miejsca powracającej c.k. armii. Druga okupacja rosyjska Sanoka trwała od 9 listopada 1914 do 11 maja 1915. Podczas działań wojennych w 1915 roku spaleniu uległa część dzielnicy Posada na tzw. Szklanej Górce. W tym samym roku Rosjanie zdewastowali również Fabrykę Wagonów, poprzez kradzież maszyn i wywóz materiałów do produkcji. Spalili również część zamku zajmowanego przez starostwo oraz ulicę 3 Maja.
Przy ulicy Adama Mickiewicza zachowały się budynki koszar 45 Pułku Piechoty Austro-Węgier, w których w czasie I wojny światowej stał garnizonem pułk węgierskich honwedów zluzowany następnie przez 54 Pułk Piechoty Austro-Węgier. Na Cmentarzu Centralnym w Sanoku nie zachowała się kwatera poległych żołnierzy węgierskich z 32 Pułku Piechoty, zniszczona w latach 50. XX wieku.
Żołnierze stacjonujący w Sanoku nie narzekali na brak rozrywek. Poza hotelem i restauracją „Pod Trzema Różami” istniało w Sanoku obok wykwintnych kawiarni i restauracji również 36 barów z prawem wyszynku alkoholu. Do najbardziej popularnych należała restauracja Dampfa przy ulicy 3 Maja, „Sanocka”, „Imperial” gdzie w sobotnie noce przy dźwiękach cytry grano tyrolki lub „Grand”. Popularnością cieszyła się również gospoda „Pod białym koniem” na placu św. Michała, „Blachówka” przy Kościuszki, „Murowanka” przy ulicy Jagiellońskiej oraz szynk „Czarna Mańka” przy ul. Jana Matejki. Elitarnym było „Casino Narodowe” z wysokim wpisowym i taką składką miesięczną. Lokale te obsługiwały swoich gości do godz. 2 nad ranem.
Obraz Sanoka z filmu Karela Steklý'ego z 1957 Melduję posłusznie, że znowu tu jestem! na kanwie powieści Haška z Rudolfem Hrušínskim w roli tytułowej jest bardzo pobieżny. Raptem w kilku scenach filmu zidentyfikować można miejsca znane z kart powieści Jaroslava Haška i związane z pobytem Szwejka – dworzec kolejowy, bank i burdel, gdzie nawet za czasów Wielkiej Wojny kwitło intensywne życie nocne prowadzone w Sanoku przez „Zjednoczone Domy Rozrywkowe i Kawiarnię Miejską”.

## Historia Ławeczki Szwejka
Ławeczkę Szwejka w Sanoku odsłonięto w piątek 6 czerwca 2003 jako pierwszą w Polsce i piątą na świecie. W uroczystości uczestniczyli m.in. wnuk pisarza, Richard Hašek oraz znawca literatury czeskiej dziennikarz Leszek Mazan. Autorem pomnika jest rzeźbiarz Adam Przybysz. Postać Szwejka wzorował na najsłynniejszym filmowym odtwórcy dzielnego wojaka Rudolfie Hrušínským. Jest ona obecnym symbolem związku Sanoka z dawną Monarchią Austro-Węgierską. Postać Szwejka naturalnej wielkości w mundurze c.k. armii siedzi na ławeczce i pali fajkę.
Z ławeczki vis-à-vis tzw. bramy węgierskiej widoczny jest szyld reprezentacyjnego ongiś Hotelu, w którym Szwejk wykonywał swą dziejową misję odnalezienia porucznika Duba „na kanapce panny Elly” w pokoiku na pierwszym piętrze. Szwejk przebywał w Sanoku krótko, najprawdopodobniej od 16 lipca 1915. Zapewne jest to literacka reminiscencja historycznego wydarzenia związanego z wizytą księcia Karola i sztabu armii w Sanoku przed udaniem się na wschód po odsieczy Lwowa w czerwcu 1915.
Od 2005 w pierwszym tygodniu września spotykają się przy ławeczce pasjonaci historii okresu C.K. Monarchii (1867–1918), w ramach cyklicznej imprezy sanockich Spotkań Miłośników Austro-Węgier.

## Galeria

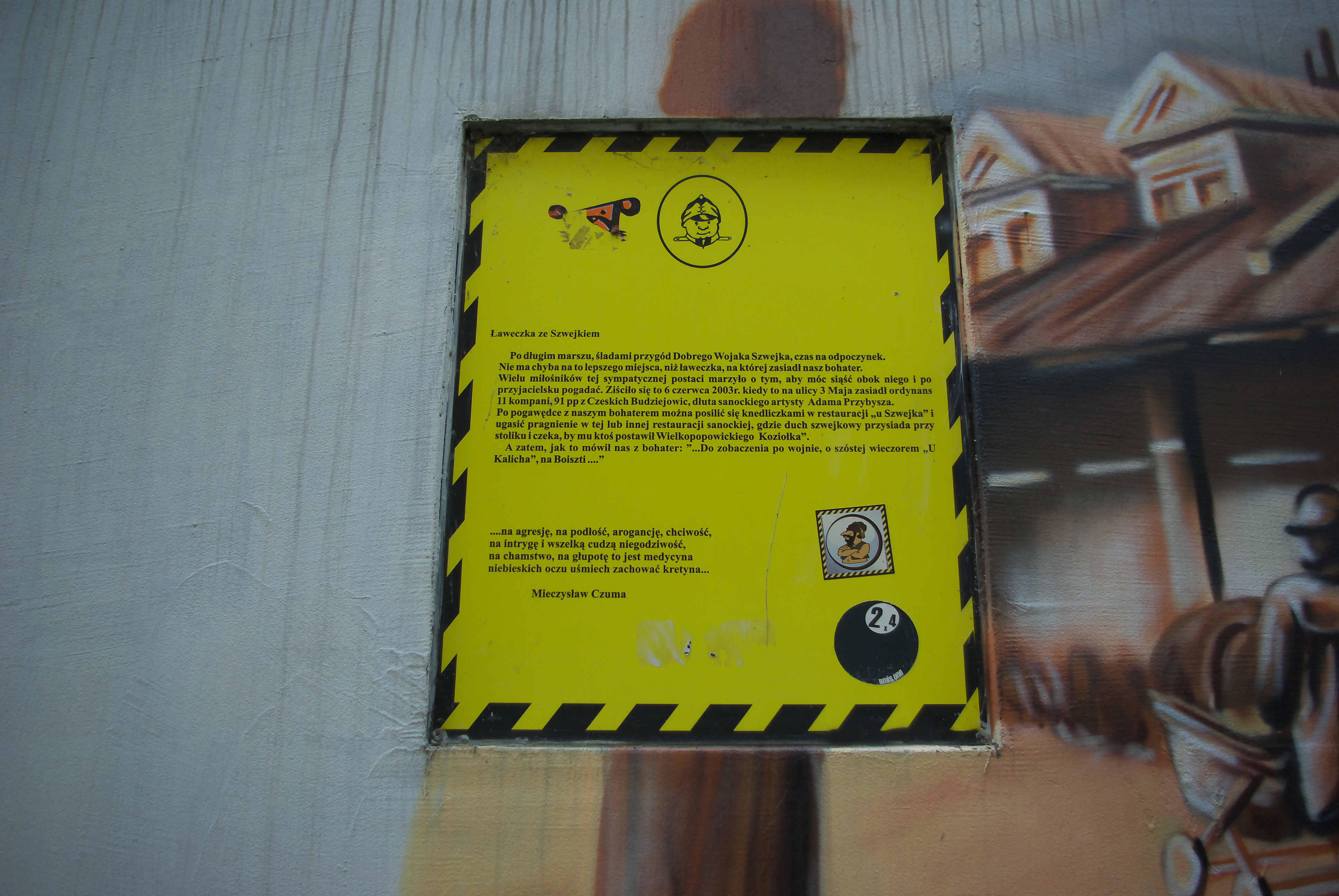
Tabliczka informacyjna na szlaku śladami dobrego wojaka Szwejka w Sanoku. Umieszczona na Schodach Serpentyny, dotyczy ławeczki Szwejka
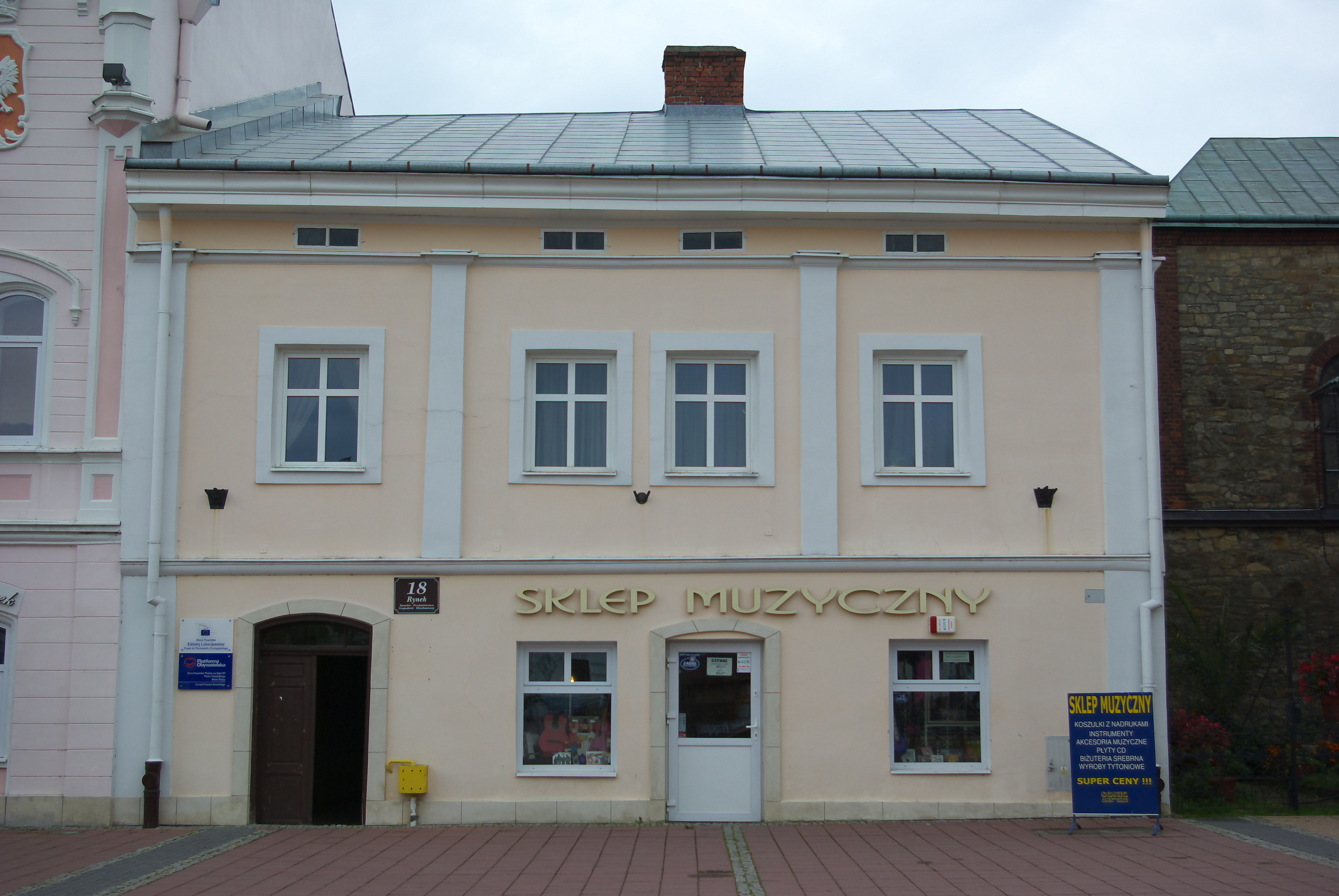
Kamienica przy ul. Rynek 18 w Sanoku – w powieści Haška kwatera sztabu Żelaznej Brygady
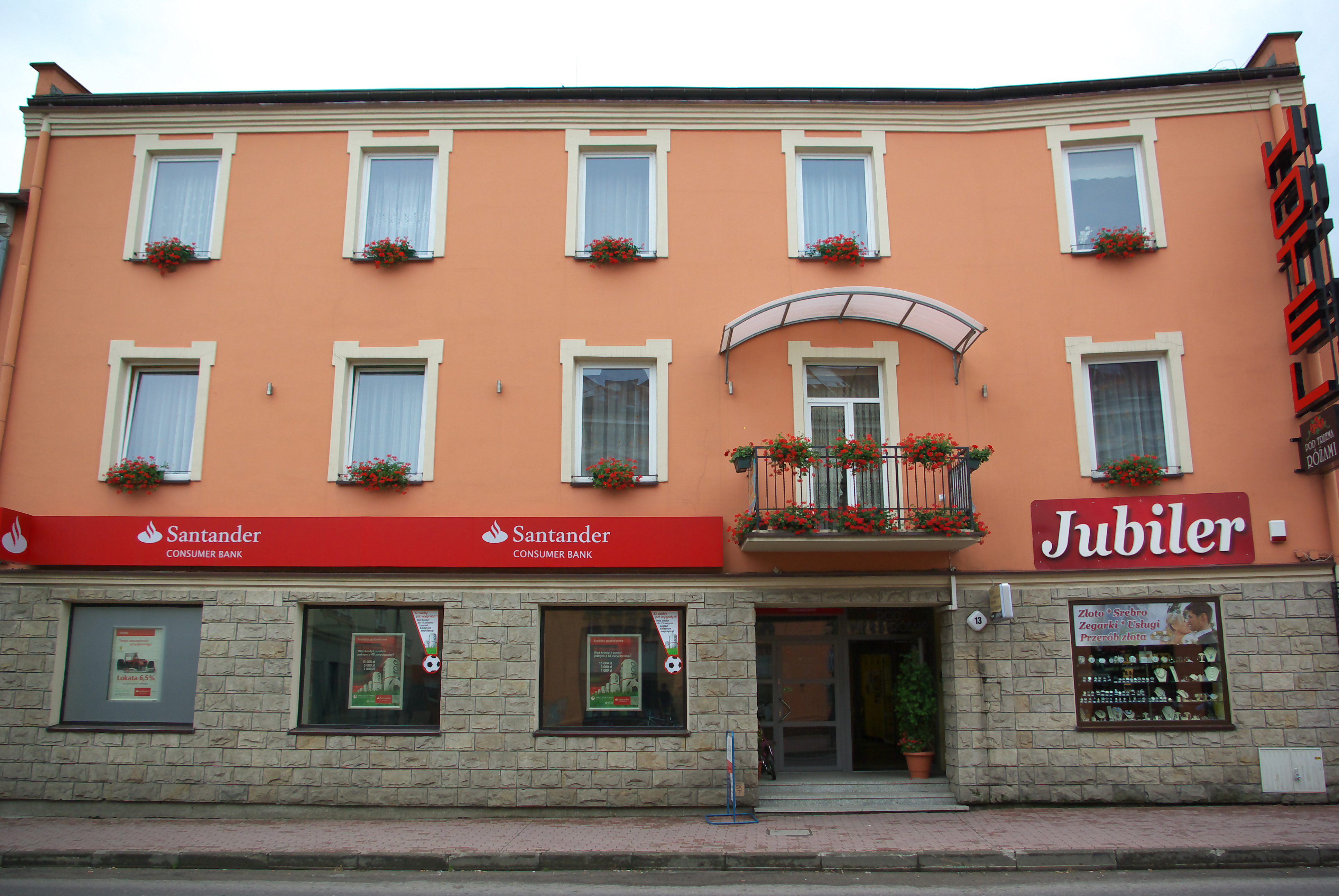
Hotel „Pod Trzema Różami” (widok współczesny) – gdzie w intymnym buduarze panny Elly zabawiał się porucznik Dub
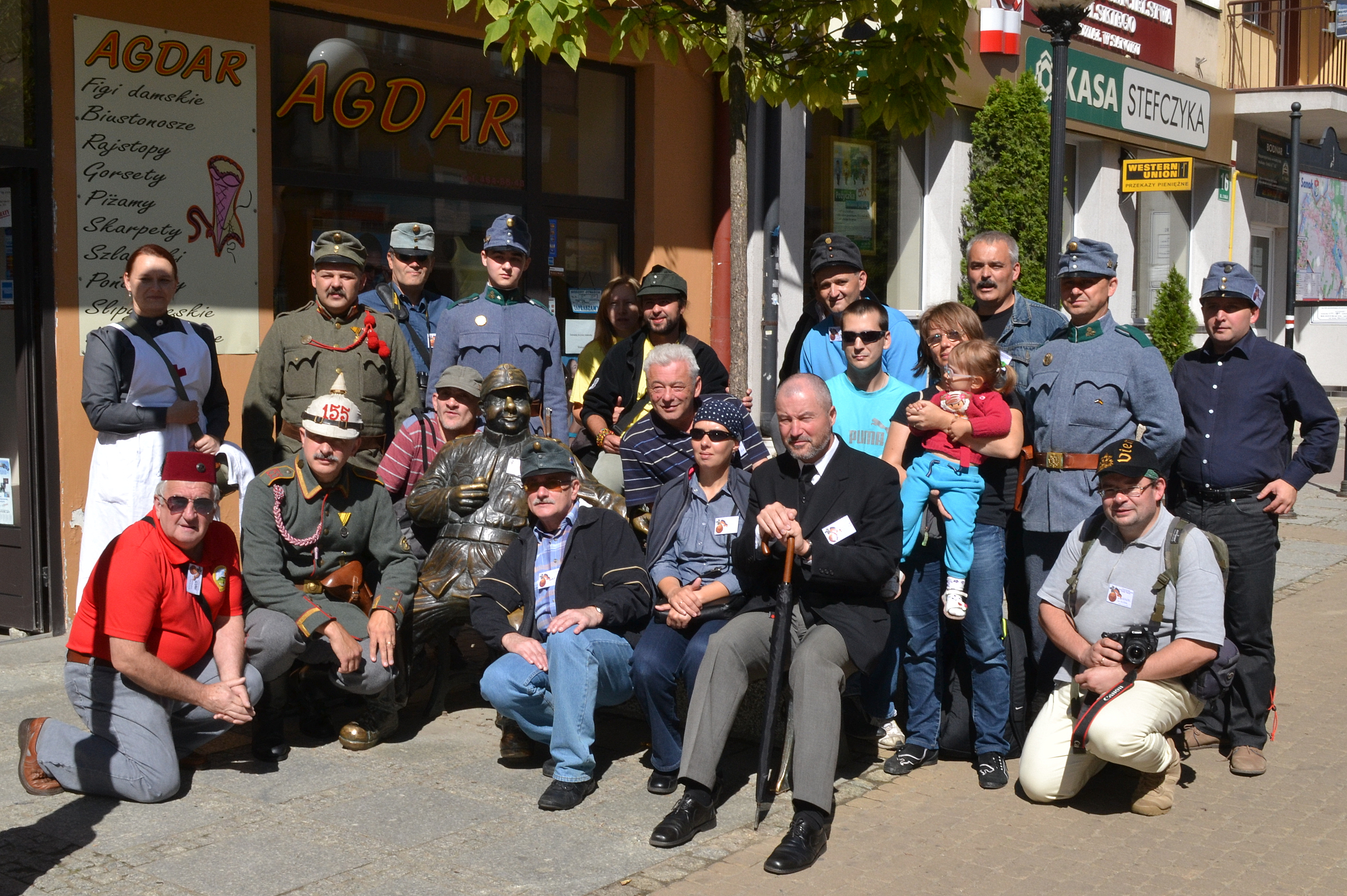
Uczestnicy VIII. Spotkania z Arturem Pałasiewiczem i Romanem Frodymą w roku 2013
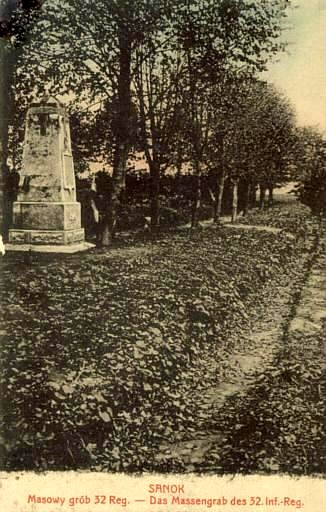
Nieistniejący masowy grób 32 pułku na cmentarzu Centralnym w Sanoku, tu miał spocząć nieszczęsny honwed zatruty formaliną
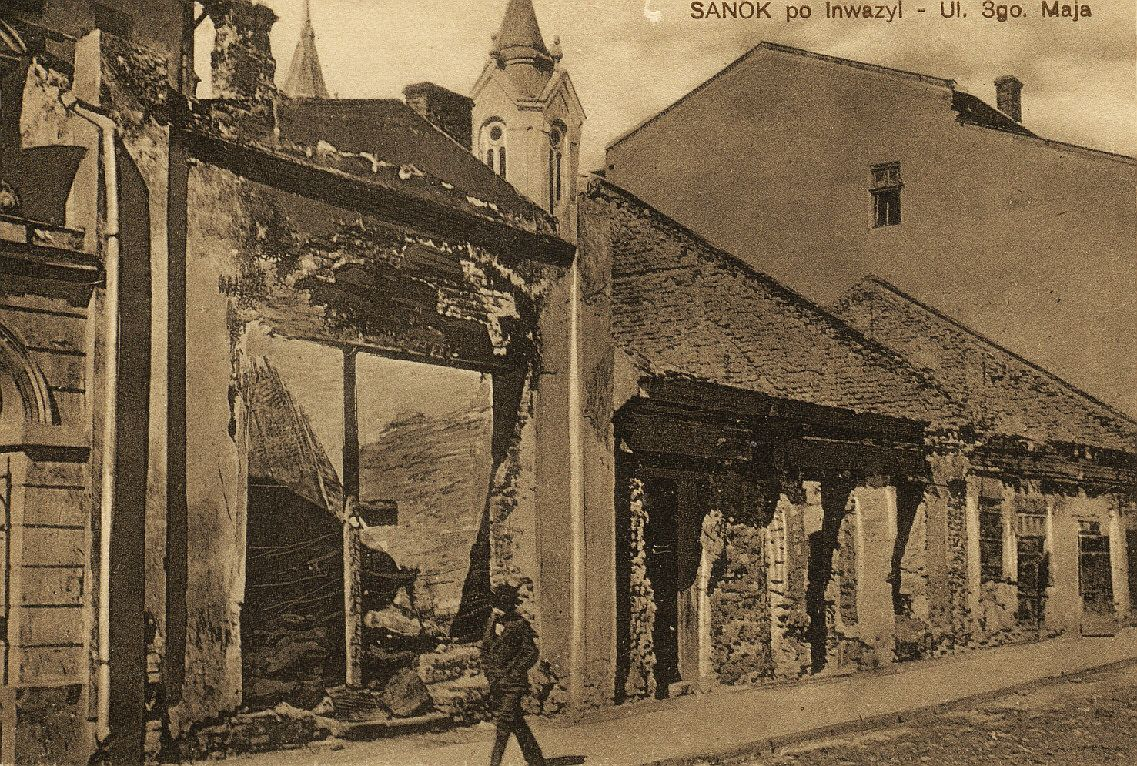
Spalone sklepy po przejściu wojsk rosyjskich w 1915, dziś w tym miejscu znajduje się ławeczka Szwejka